# Систематика сунђера
На овој страници налази се систематика типа Porifera (сунђери) до нивоа фамилије. Имена фамилија дата су са називом аутора који их је описао и годином. 
тип Porifera
- подтип Cellularia
  - класа  (изумрли представници)
  - класа 
    - поткласа 
      - ред 
        - фамилија:

    - поткласа 
      - ред 
        - фамилије:

      - ред 
        - фамилије:

      - ред 
        - фамилије:

      - „ред "
        - подред  — фамилије:
        - подред  — фамилије:
        - подред  — фамилије:

    - поткласа 
      - ред 
        - фамилија:

      - ред 
        - фамилије:

      - ред 
        - подред  — фамилије:
        - подред  — фамилије:
        - подред  — фамилије:

      - ред 
        - фамилије:

      - ред 
        - фамилије са морским представницима:
        - фамилије са слатководним представницима:

      - ред 
        - фамилије:

      - ред 
        - фамилије:

      - ред 
        - фамилије:

  - класа 
    - поткласа 
      - ред 
        - фамилије:

      - ред 
        - фамилије:

    - поткласа 
      - ред 
        - фамилије:
        - -{Leucosoleniidae Minchin, 1898.
        - Amphoriscidae Dendy, 1892.
        - Grantiidae Dendy, 1892.
        - Heteropiidae Dendy, 1893.
        - Lepidoleuconidae Vacelet, 1967.
        - Sycettidae Dendy, 1892.
        - Staurorrhaphidae Jenkin, 1908.}-

      - ред 
        - фамилије:
        - -{Lelapiidae Dendy & Row, 1913.
        - Minchinellidae Dendy & Row, 1913.
        - Petrobionidae Borojevic, 1979.}-
- подтип Symplasia
  - класа 
    - поткласа 
      - ред 
        - фамилије:
        - -{Hyalonematidae Gray, 1857.
        - Monorhaphididae Ijima, 1927.
        - Pheronematidae Gray, 1870.}-

    - поткласа 
      - ред Hexactinosida
        - фамилије:
        - -{Craticulariidae Rauff, 1893.
        - Euretidae Zittel, 1877.
        - Farreidae Gray, 1872.
        - Tretodictyidae Schulze, 1886.}-

      - ред 
        - фамилије:
        - -{Aulocystidae Schulze, 1886.
        - Dactylocalycidae Gray, 1867.}-

      - ред 
        - фамилије:
        - -{Caulophacidae Schulze, 1886.
        - Euplectellidae Gray, 1867.
        - Leucopsacasidae Ijima, 1903.
        - Rossellidae Gray, 1872.}-